# ساتوشي تاكيزاوا
ساتوشي تاكيزاوا (باليابانية: 常澤 聡) (31 يوليو 1985 في غونما في اليابان – )؛ هو لاعب كرة قدم ياباني سابق كان يلعب كحارس مرمى.

## وصلات خارجية
- ساتوشي تاكيزاوا على موقع رابطة كرة القدم اليابانية للمحترفين (اليابانية)
- ساتوشي تاكيزاوا على موقع إي إس بي إن إف سي (الإنجليزية)
- ساتوشي تاكيزاوا على موقع قاعدة بيانات كرة القدم.إي يو (الإنجليزية)
- ساتوشي تاكيزاوا على موقع Soccerway.com (الإنجليزية)
- ساتوشي تاكيزاوا على موقع عالم كرة القدم.نت (الإنجليزية)